# Hoeve Overhuizen
Hoeve Overhuizen of Oberhausen is een monumentaal boerderijcomplex in het dorp Bocholtz in het zuiden van de Nederlandse provincie Limburg. Deze typisch Zuid-Limburgse, uit kalksteen opgetrokken carréboerderij is een voormalige kasteelhoeve toebehorend aan een versterkt landhuis en leengoed. Aan de binnenplaats is staat de kapel Overhuizen. Het 18e-eeuwse complex ligt aan de oostelijke rand van het dorp, vlak bij de Duitse grens. Het gehele bouwwerk is beschermd als rijksmonument.

## Geschiedenis
De eerste vermelding van huis Overhuizen of Oberhausen stamt reeds uit 1330. Het huis werd in 1870 gesloopt en de gracht gedempt. Alleen de boerenhoeve met toegangspoort en een kleine kapel resteren thans nog. Getuige een alliantiewapen van de families Rochow en Lamargelle uit 1714 boven de poort is het bouwwerk in dat jaar herbouwd. Tot 2009 is de boerderij in gebruik geweest als melkveebedrijf door de familie Vaessen, die het na meer dan honderd jaar gebruik moesten verkopen omdat uitbreiding van het bedrijf op deze monumentale locatie niet was toegestaan.
Het complex werd tussen 2009 en 2010 compleet gerestaureerd en verbouwd tot zorghotel, een kuuroord voor herstellende ziekenhuispatiënten. Zorghotel Welloord opende in september 2010 zijn deuren en telde 72 kamers. In augustus 2011 werd het alweer failliet verklaard.
De Rabobank Centraal Zuid-Limburg kondigde in februari 2013 aan dat het het pand heeft gekocht. Deze bank opende hier officieel op 1 september 2015 een nieuw adviescentrum, waar de diensten van tien locaties verspreid in de regio worden samengevoegd.
Medio 2019 koopt MeanderGroep Zuid-Limburg het pand en wordt de nieuwbouwvleugel opnieuw verbouwd tot zorglocatie. 27 september 2021 wordt het pand in gebruik genomen als zorglocatie. MeanderGroep zal in de hoeve kleinschalige woonvormen voor mensen met dementie onderbrengen. 

## Beschrijving
Het complex bestaat uit een opvallend grote, langgerekte binnenhof die aan bijna alle kanten wordt omsloten. Deze binnenplaats is toegankelijk is via een grote toegangspoort in de noordelijke gevel. De hoeve bestaat uit een woonhuis, enkele bijgebouwen, schuren en een kleine overwelfde kapel met dakruiter. Nagenoeg het gehele complex is gebouwd uit kalksteen met enkele bakstenen toevoegingen. De vensteromlijstingen van het woonhuis, de poortomlijsting met pilasters en fronton van de toegangspoort zijn gemaakt van Naamse steen.

## Fotogalerij

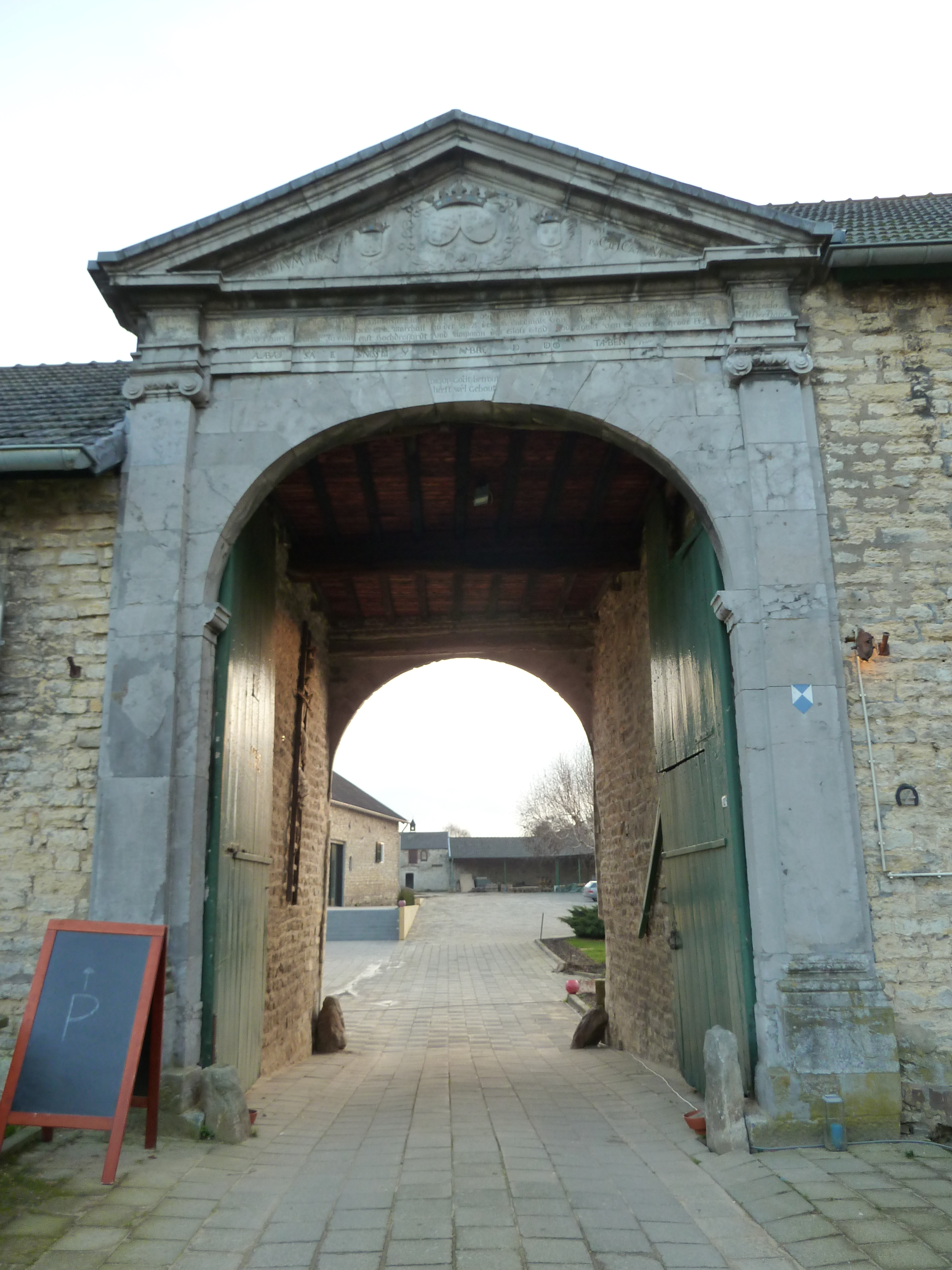
Toegangspoort
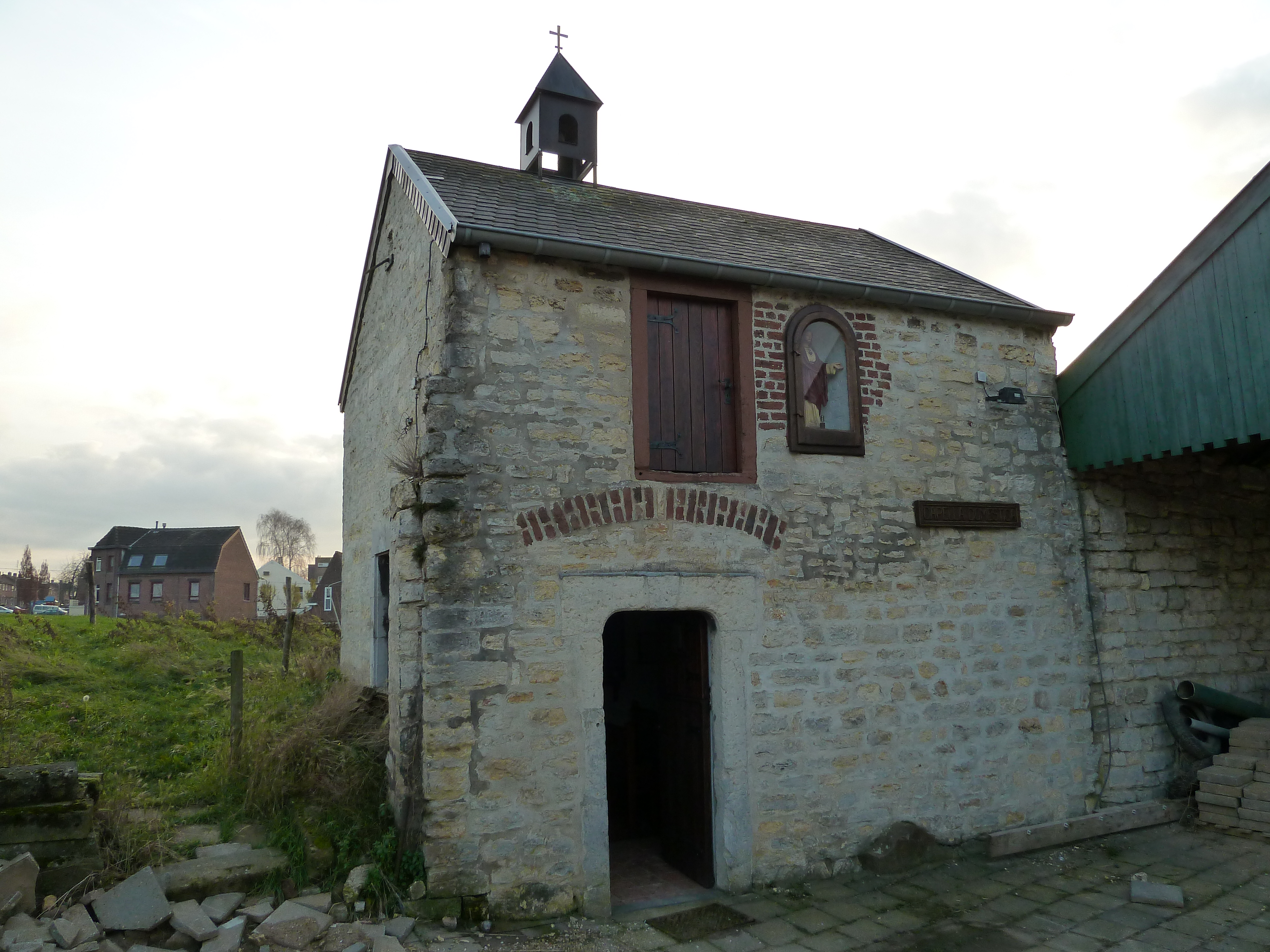
Kapel (exterieur)
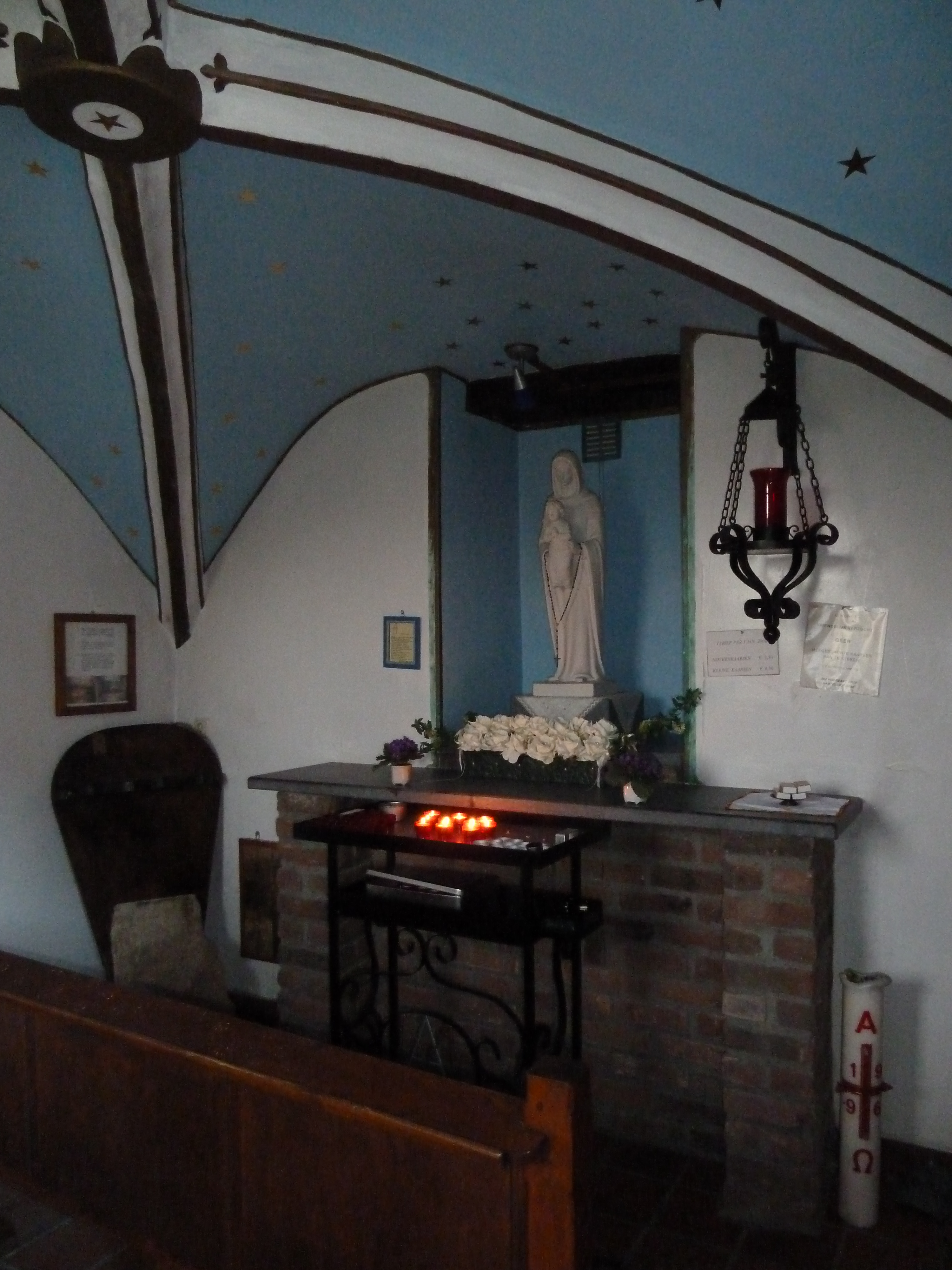
Kapel (interieur)
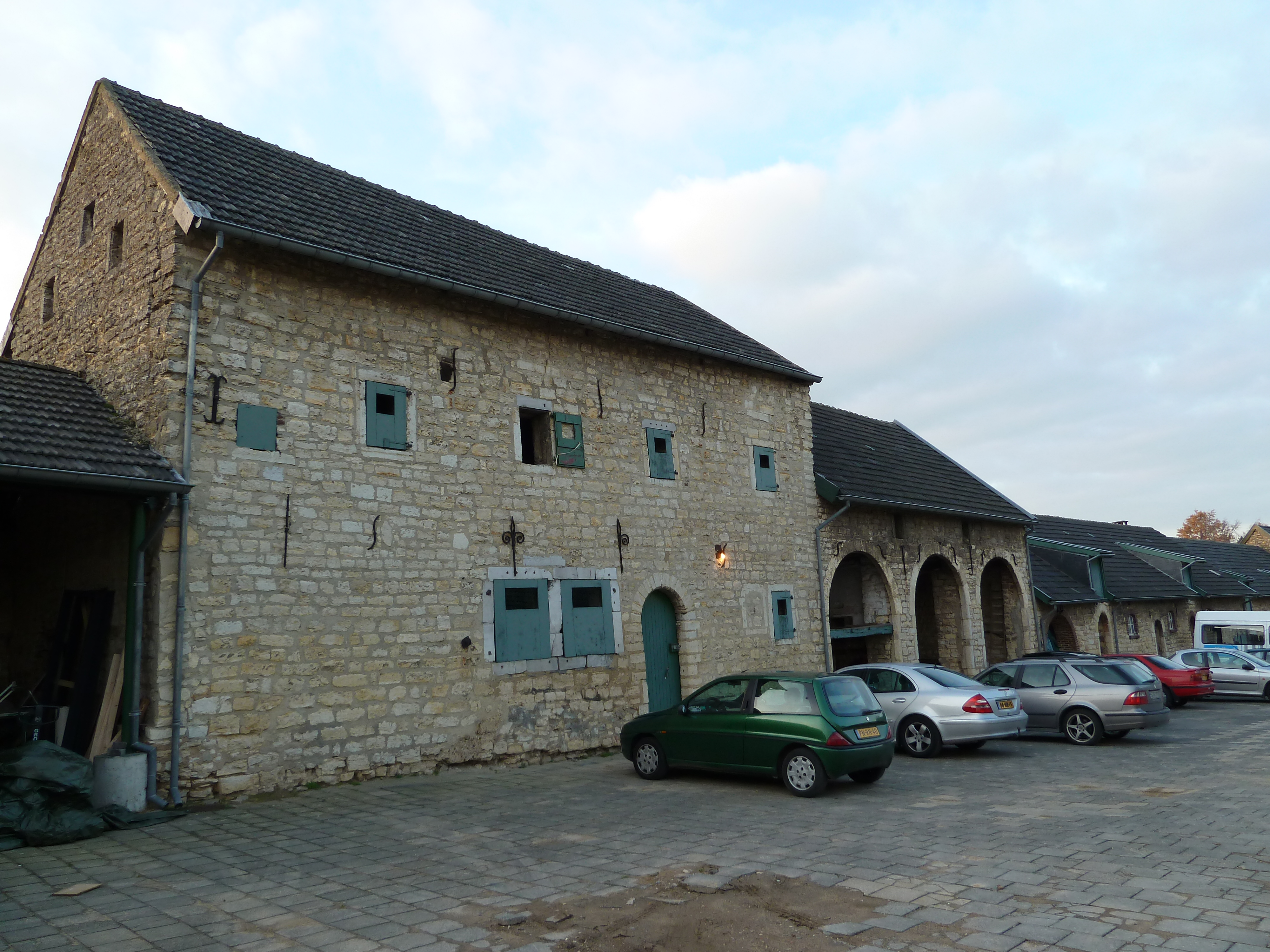
Stallen
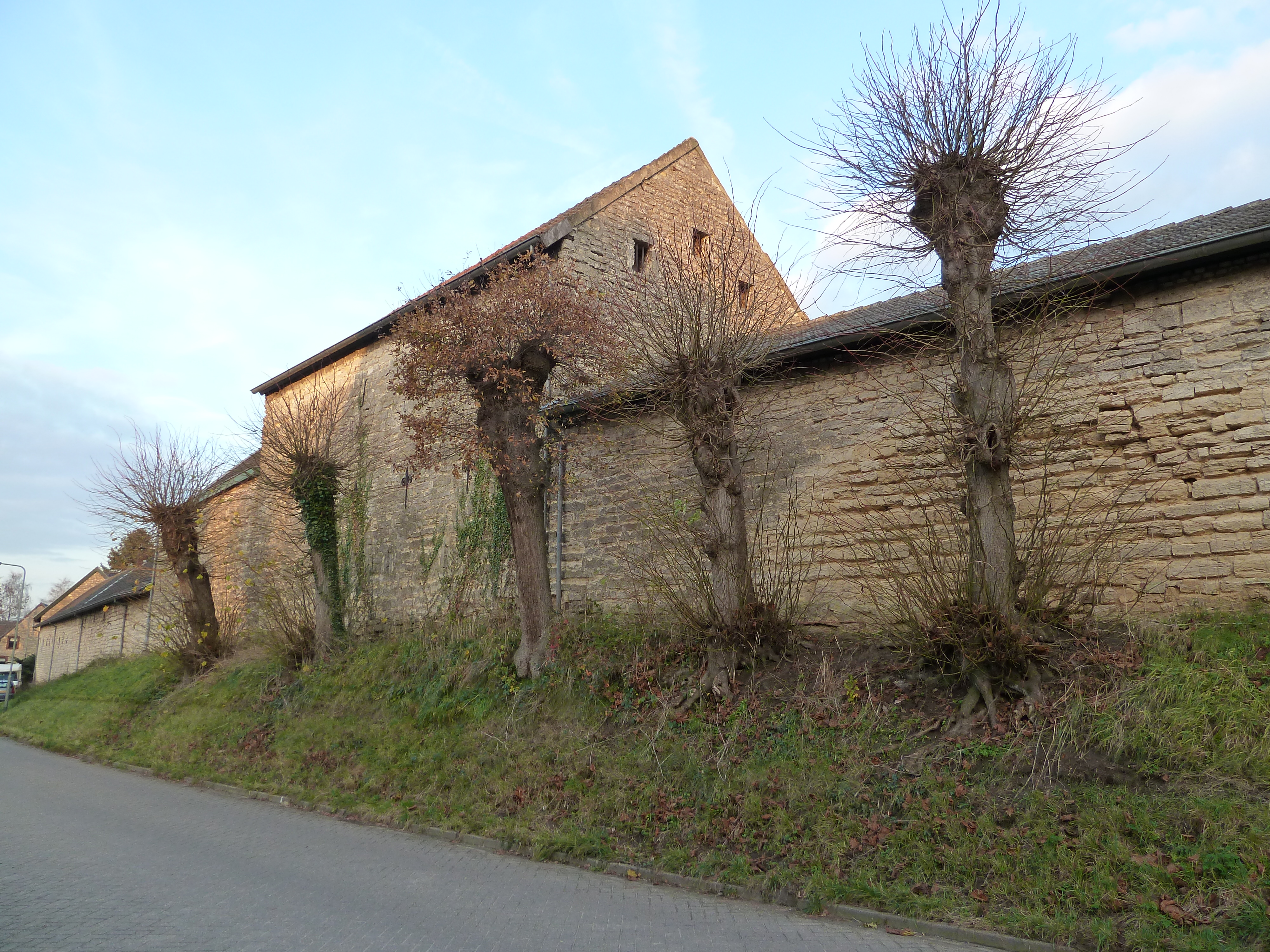
Buitengevel